# 蘇爾斯科-米哈伊利夫卡
48°16′48″N 34°43′39″E / 48.28000°N 34.72750°E
蘇爾斯科-米哈伊利夫卡（羅馬化：Sursko-Mykhailivka）是烏克蘭中部第聶伯羅彼得羅夫斯克州第聶伯羅區的索洛內市鎮。該村處於蘇哈蘇拉河左岸，距離米科萊夫卡1公里，2001年人口2,552。